# Lienz
Ej att förväxla med Linz eller Liezen. För distriktet, se Lienz (distrikt).
Lienz (tyskt uttal: [ˈliːɛnt͡s]
 ( lyssna)) är en stad och kommun i förbundslandet Tyrolen i Österrike. Kommunen har 12 039 invånare (2024), på en yta av 15,94 km². Lienz är huvudort i distriktet med samma namn. Staden är belägen vid floden Isels utlopp i Drau, mellan bergskedjan Hohe Tauern i norr och Gailtalalperna i söder.

## Historia
Området har varit bebott sedan bronsåldern, kring år 2000 f.Kr. Kelter levde här från omkring 300 f.Kr., mest som gruvarbetare, men år 15 f.Kr. tog romarriket över. Området uppgick i provinsen Noricum och kejsar Claudius lät uppföra ett municipium vid namn Aguntum nära Lienz, i nuvarande Dölsach. Aguntum blev säte för tidiga kristna biskopar under 400-talet men i slutet av 500-talet bosattes området av alpslaver (se Karantanien).
Lienz nämns första gången som Luenzina kring 1030 då orten tillsammans Patriasdorf var en del av Patriarkatet Aquileia innan det förvärvades av grevskapet Gorizia, som valde Lienz som residens. Orten fick stadsrättigheter den 25 februari 1242 och 1278 stod Schloss Bruck klart, ett slott som fram till 1500 fungerade som deras lokala säte. Då Goriziadynastyn dog ut 1500 tillföll deras ägor Maximilian I av Habsburg och blev en del av grevskapet Tyrolen.
Efter första världskriget tillföll Trentino-Sydtyrolen kungariket Italien efter freden i Saint-Germain 1919, och Lienzdistriktet i Östtyrolen blev en exklav utan territoriell sammansättning med Nordtyrolen. Då Tyskland annekterade Österrike 1938 blev Lienzdistriktet en del av "Reichsgau" Kärnten.
Den 8 maj 1945 ockuperade brittiska styrkor Lienz, som tillsammans med Kärnten och Steiermark blev en del av den brittiska ockupationszonen. Vid denna tid hade tusentals ryssar som krigat på tyskarnas sida i Wehrmachts så kallade Kosackdivision anlänt till trakten kring Lienz. De gav upp mot de brittiska trupperna och tvingades tillbaka till de sovjetiska styrkorna.

## Transport
Lienz ligger där Drautalstraße, som leder från Kärnten till Pustertal i italienska Sydtyrolen (B100), möter Felbertauernstraße (B108) från Lienz till Mittersill i förbundslandet Salzburg. Lienz är också en station på järnvägen Drautalbahn mellan Villach och Innichen i Sydtyrolen. 1967 stod Felbertauerntunneln mellan Mittersill och Lienz färdig.

## Indelning
Kommunen består av två orter (Ortschaften) (inom parentes invånarantal 1 januari 2024):
- Lienz (11 757)
- Patriasdorf (282)

## Kända personer från Lienz
- Josef Stiegler, alpin skidåkare
- Fritz Strobl, alpin skidåkare
- Beda Weber, författare, teolog och ledamot av Frankfurtparlamentet